# Mainstream Records
Mainstream Records — американський лейбл звукозапису, заснований 1964 року Бобом Шедом,  що базувався в Нью-Йорку на Бродвеї. Перший час лейбл спеціалізувався на джазових релізах, а також перевипусках Commodore Records і Time Records. У 1967 році на лейблі вийшов перший альбом рок-групи Big Brother & the Holding Company; тут же виходили перші платівки The Amboy Dukes, гітарист якої Тед Ньюджент отримав популярність в 1970-х. Mainstream виконував також функцію дистриб'ютора для своєї філії Flying Dutchman Records. Лейбл продовжував випускати саундтреки і роботи сучасних джазових виконавців в 1970-х роках; в 1978 році він припинив своє існування.
Після смерті Боба Шеда в 1985 році його дочка Тамара Шед ліцензувала бек-каталог для перевипусків. У 1991 році лейбл був відроджений, зайнявся перевипуском старого матеріалу на CD, а два роки потому перейшов у власність Legacy Records.
На Mainstream також записувалися:
- Ron Frangipane & His Orchestra (X Rated for Excitement, The Music of Laura Nyro)
- Ernie Wilkins & His Orchestra (Hard Mother Blues)
- Sonny Terry & Brownie McGhee (Hometown Blues)
- Carmen McRae (Carmen McRae, Gold, In Person, Live and Doin' It)
- Charles Williams (Charles Williams, Trees, Grass and Things, Stickball)
- Roy Haynes (Hip Ensemble, Senyah)
- Harold Land (A New Shade of Blue, Choma (Burn), Damisi)
- Blue Mitchell (Blue Mitchell, Vital Blue, Blues' Blues, The Last Tango=Blues, Graffiti Blues, Many Shades of Blue)
- Maynard Ferguson (Screamin' Blues, Dues, Six by Six)
- Dave Hubbard (Dave Hubbard)
- Hadley Caliman (Hadley Caliman, Япет)
- Morgana King (A Taste of Honey, Cuore di Mama)
- Сонні Htl/Sonny Red (Sonny Red)
- Dizzy Gillespie & The Mitchell Ruff Duo — In Concert
- Lightning Hopkins (Dirty Blues)
- LaMont Johnson (Sun, Moon and Stars)
- Charles McPherson (Charles McPherson, Siku Ya Bibi (Day of the Lady), today's Man)
- Art Farmer (Homecoming)
- Curtis Fuller (Crankin')
- Michael Longo] (Matrix)
- Hal Galper (The Guerilla Band, Wild Bird, Inner Journey)
- Sarah Vaughan (A Time in My Life, Conducted by Michel Legrand, Feelin' Good, Live in Japan, Sarah Vaughan & The Jimmy Rowles Quintet, Send in the Clowns)
- Френк Фостер (The Loud Minority)
- Mike Longo (The Awakening)
- Zoot Sims (Otra Vez)
- Arbee Stidham (A Time for Blues)
- Піт Йеллин (Dance of Allegra, it's the Right Thing)
- Shelley Manne (Mannekind)
- Paul Jeffrey (Family, Paul Jeffrey)
- Jeannie Lewis (Looking Back to Tomorrow)